# Uhelné safari

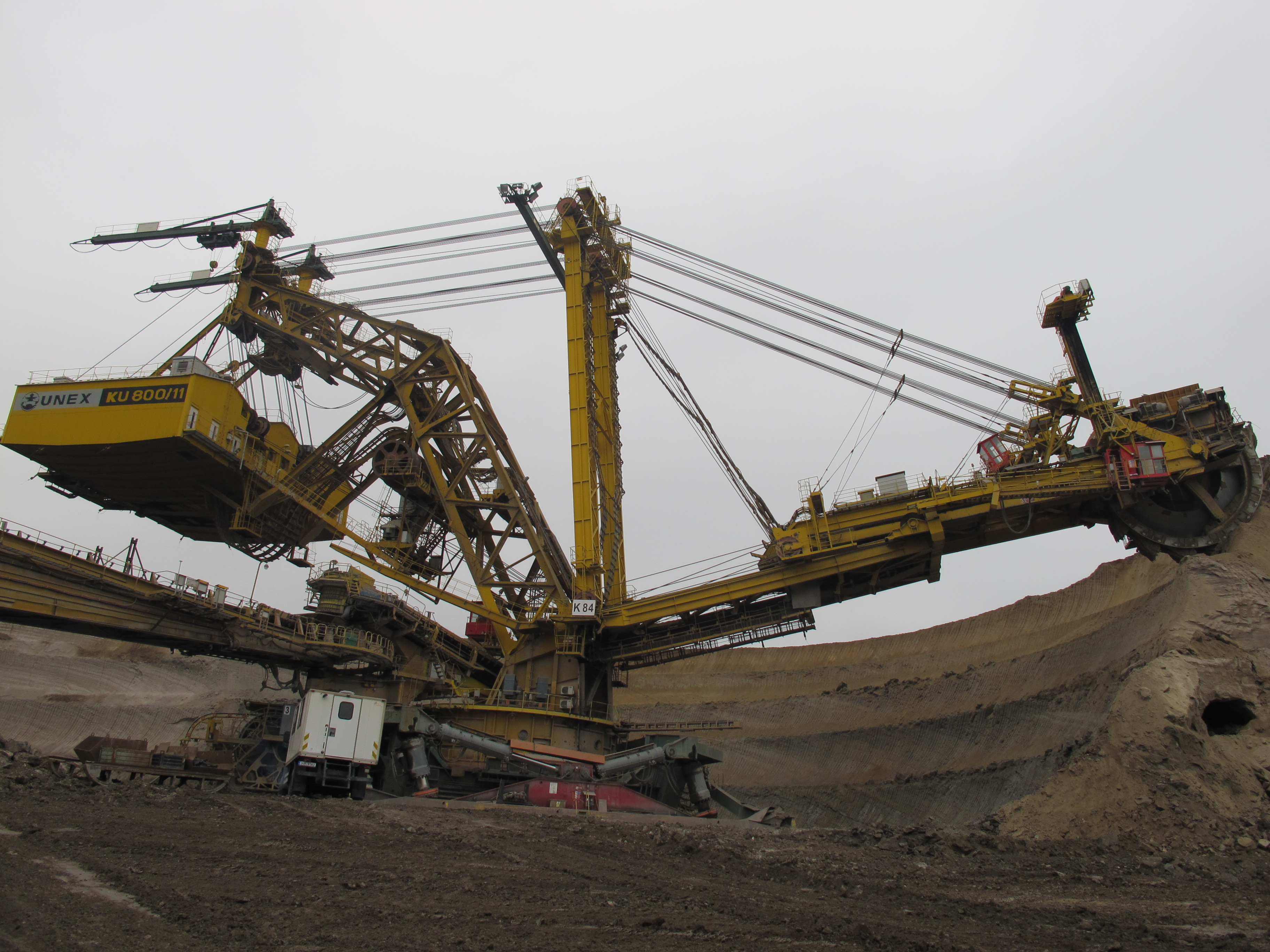
Těžební stroj

Uhelné safari je systém komentovaných exkurzí v těžební oblasti Mostecké pánve určených pro veřejnost. Program, při kterém je možné navštívit povrchové velkolomy a rekultivované plochy, organizuje od roku 2009 společnost Czech Coal.

## Program
V nabídce jsou tři výletní trasy, kde je možné vidět rypadla, pásové dopravníky, zakladače, čistírny odpadních uhelných vod a rekultivace. Prohlídka je komentovaná a je možné se seznámit s technologií těžby hnědého uhlí a obnovou krajiny po těžbě.
- Trasa č 1 – Lom ČSA, těžba skrývky, těžba uhlí, ukládání nadložních zemin, rekultivace – Hipodrom Most, přesunutý děkanský kostel, Mostecké jezero.

- Trasa č. 2 – Lom Vršany, těžba skrývky, těžba uhlí, rekultivace –  Hippodrom Most, přesunutý děkanský kostel, Mostecké jezero.

- Trasa č. 3 – rekultivace: jezero Benedikt, Velebudická výsypka (Hipodrom Most), vyhlídková terasa Lomu Vršany, jezero Matylda, areál děkanského kostela, Mostecké jezero.

## Podmínky
Protože exkurze probíhají v oblasti těžby za plného provozu, je třeba dodržovat bezpečnostní báňské předpisy.